# مارك بريكمان
مارك بريكمان (بالإنجليزية: Marc Brickman)‏ هو مصمم أمريكي، ولد في 15 يونيو 1953 في فيلادلفيا في الولايات المتحدة.

## وصلات خارجية
- مارك بريكمان على موقع IMDb (الإنجليزية)
- مارك بريكمان على موقع قاعدة بيانات برودواي على الإنترنت (الإنجليزية)